# José Manuel Gómez Vázquez Aldana
José Manuel Gómez Vázquez Aldana (Guadalajara, Jalisco, 2 de octubre de 1937) es arquitecto mexicano con una importante carrera y reconocimientos internacionales. Creador de proyectos residenciales y obras monumentales en Estados Unidos y Latinoamérica es fundador del estudio internacional de arquitectura “Gomez Vazquez International”.

## Estudios en Guadalajara y los Estados Unidos
Estudió la carrera de Arquitectura en la Universidad de Guadalajara, contando como profesores a Bruno Cadore, Silvio Alberti, Herrero Morales, Horst Hartung, Erich Coufal Kieswetter,  Julio de la Peña  - quien le transmitió su habilidad en el dibujo de planos – e Ignacio Díaz Morales, quien le enseñó a valorar el alcance de la arquitectura.  De su contemporáneo Marco Aldaco aprendió la sensualidad como vehículo artístico. 

Durante un tiempo trabajó asociado con el ingeniero Jorge García de Quevedo: 

“No había arquitectos, entonces los ingenieros diseñaban sus propias casas, en ese tiempo todavía no terminaba la carrera pero como tenía talento para diseñar y para dibujar, de repente me encontré haciendo casas y edificios aun sin haberme recibido”.

En un corto periodo José Manuel terminó la carrera, egresando en 1961 y montó su propio estudio “Taller de Arquitectura” con ayuda de su hermano Jaime. 

En 1967 fue invitado a los Estados Unidos con la “Beca “Eisenhower Exchange Fellowship” para una estadía de 11 meses. Durante sus estudios y estancia en Norteamérica conoció a los mejores arquitectos del mundo como Walter Gropius, Mies Van der Rohe, Louis Kahn, IM Pei, Yamasaki, Skidmore Owings & Merril, Víctor Gruen, Alvar Aalto, Morris Lapidus y el griego Konstantino Doxiadis, padre de la planeación integral y la ekística que ya incluía desde entonces la sustentabilidad.

## Desarrollo profesional
Pasó una temporada con Doxiadis y  visitó el Centro de Ekística de Atenas, ingresando a la World Society for Ekistics, de la cual fue Vicepresidente. 

Invitado por el Urban Land Institute a visitar algunos desarrollos urbanos y turísticos de vanguardia, conoció a los hermanos Willard y James Rouse, que acababan de construir la nueva ciudad de Columbia, localizada entre Baltimore y Washington.
En el transcurso de sus estudios y numerosas visitas a distintas ciudades de los Estados Unidos entabló relaciones profesionales recibiendo el nombramiento de Ciudadano Honorario y la llave de las ciudades de New Orleans, Houston, Washington y Miami. Además es cónsul honorario de Polonia en Guadalajara.
Organizó la primera corrida de toros en el Astrodome, invitado por el  exalcalde de Houston, el juez Roy Hoffins. Espectáculo que organizó junto al empresario taurino  Leodegario Hernández dueño de las plazas de toros de Guadalajara, León y Monterrey.

## Fundador de "Gomez Vazquez International"
Tras su egreso en 1961 fundó el “Taller de Arquitectura” junto con su hermano Jaime y Ernesto Escobar en Guadalajara, estudio que durante su estancia en los Estados Unidos ya contaba con 30 arquitectos para el diseño de edificios, casas y obras de envergadura como el Hotel Tapatío o la Plaza de Toros Nuevo Progreso, por lo que viajaba a México cada cinco semanas. 

En uno de sus viajes decidió cambiar la estructura e imagen de su oficina, inspirándose en la imagen de ‘Wilson, Crane & Anderson’, firma de Houston que diseñó el Astrodome.

Así nació el Grupo Gómez Vázquez Aldana y Asociados, determinante en el desarrollo arquitectónico contemporáneo, planeación y arquitectura sustentable de México y América Latina y  pionero de los diseños y estilos de vida vanguardistas. 

Con la incorporación de una generación de arquitectos más jóvenes a principios del 2000 y con su hijo Juan Carlos Gómez Castellanos como director de la firma, el grupo pasó a un nuevo nivel de internacionalización, reforzando su presencia en Panamá, República Dominicana y Puerto Rico mediante propuestas multidisciplinarias y grandes estructuras que se integraban en la naturaleza. 

Ante los retos de la globalización y de la planeación sustentable en 2013 el estudio se internacionalizó, pasándose a denominar “Gomez Vazquez International”. El estudio está considerado entre los 100 estudios de arquitectura más importantes a nivel mundial por la revista británica Building Design (sitio 65 del listado WA100).

El grupo cuenta con oficinas en Guadalajara, Ciudad de México, San Antonio y Austin en Texas y Panamá; también trabaja en Colombia, Nicaragua, Honduras, República Dominicana, y  Florida. 

## Desarrollo regional
En su tierra de Jalisco fue un factor importante en la planeación, urbanismo y desarrollo regional. Creó la inmobiliaria Urban Jal que se destacó por su innovación y creatividad, con fraccionamientos como Jardines de la Cruz y San Miguel de la Colina. Urban Jal se asoció con la corporación japonesa Marubeni, la tercera mayor de Japón después de Mitsubishi y Mitsui, formando la constructora “Surban”, con quienes realizaría el Residencial la Cruz. Dicha alianza se frustró tras la devaluación del peso mexicano en 1993. 

## Obra destacable
Entre sus múltiples proyectos y obras más destacables se encuentran:
- La Plaza de Toros Nuevo Progreso - Guadalajara, febrero de 1967: Plaza de toros Monumental de Jalisco, ahora conocida como “Nuevo Progreso” (1967). Fue encargada por el empresario taurino Leodegario Hernández quien le solicitó, tras mostrarle el  bosquejo de otro arquitecto que le disgustaba “te doy quince días para presentarme un proyecto” por lo que apenas dormía 3 o 4 horas hasta que se lo presentó y consiguió la adjudicación.
- El Santuario de los Mártires en Guadalajara. Obra monumental que alberga a 65.000 personas, encargada por la Archidiócesis de Guadalajara y que se halla en construcción.
- El Palacio de la Cultura y los Congresos (PALCCO), antes Palacio de la Cultura y la Comunicación, en Zapopan (Guadalajara, 2016)
- Global City, desarrollo urbanístico en 1300 has. (Panamá).[14]
- Los Tules (Puerto Vallarta, 1979).
- Remodelación del Estadio Jalisco (Guadalajara, 1970).
- Tapalpa Country Club (Tapalpa, Jalisco 1994).
- Isla Iguana (Puerto Vallarta, Jalisco 1993).
- Estadio de Béisbol de los Yaquis (Ciudad Obregón, Sonora 2016).

## Premios y reconocimientos
- Designado “Eisenhower Fellow” por “Eisenhower Exchange Fellowship” de Estados Unidos (1968).
- Ciudadano Honorario, recibiendo las llaves de las ciudades de Miami, Nueva Orleans, Houston, Washington (1968).
- Premio Arquitectura Jalisco Honoris Causa (1993).
- Medalla de Honor al Mérito Empresarial de Jalisco “Adolf B. Horn Jr.”, otorgada por los 6 organismos cúpula del Sector Empresarial (1990).
- Reconocimiento Distinguido en el Sector Turístico Nacional en el ramo de la Arquitectura otorgado por la Concanaco, entregado por el presidente Fox (2005).
- Premio Internacional de Arquitectura Sustentable Cemex (2005)
- Premio Hábitat de Arquitectura y Diseño por 38 años de Trayectoria de Excelencia en Arquitectura y Urbanismo (2006).
- Premio del Colegio de Ingenieros y Arquitectos del Estado de Jalisco CICEJ al Mérito en Trayectoria Profesional (2011).
- Homenaje Iberoamericano por Trayectoria Profesional de Excelencia otorgado por la Universidad del Valle de México (2013).
- Premio otorgado por su larga Trayectoria dedicada al arte y el diseño por la Revista México Design, Guadalajara” (2016).
- AAA Five Diamond Awards del Hotel Ritz Carlton Cancún (2015).